# Борго Велино
Борго Велино (итал. Borgo Velino) је насеље у Италији у округу Ријети, региону Лацио.
Према процени из 2011. у насељу је живело 867 становника. Насеље се налази на надморској висини од 462 м.

## Становништво
| 1931. | 1936. | 1951. | 1961. | 1971. | 1981. | 1991. | 2001. | 2011. |
| ----- | ----- | ----- | ----- | ----- | ----- | ----- | ----- | ----- |
| 1.060 | 962   | 956   | 760   | 670   | 724   | 845   | 922   | 990   |